# Арлингтон (Теннесси)
Арлингтон (англ. Arlington) — город в округе Шелби, штат Теннесси, США. По данным переписи за 2010 год число жителей города составляло 11 517 человек, по оценке Бюро переписи США в 2019 году в городе проживало 11 743 человек (49-й по количеству жителей город штата).

## История
Первые поселенцы появились в этом районе в 1830-х годах. Многие потомки первых жителей города живут здесь до сих пор. Первоначально город получил название в честь владельца этой земли — Сэмуэля Джексона Хэйса, который был племянником президента Эндрю Джексона.Расти город начал в связи с развитием железной дороги Мемфиса и Огайо (англ. Memphis and Ohio Railroad). В 1856 году население городка составляло примерно 200 человек. 
Вспышка жёлтой лихорадки в Мемфисе в 1878 году не способствовала росту населения — городские власти держали строгий карантин и въезд в город был ограничен. В 1878 году город был инкорпорирован как Хэйсвилл. В 1883 году имя города поменяли на Арлингтон, так как почтовый офис не мог носить название Хэйсвилл. В 1900 году город был ещё раз инкорпорирован.

## Население
По данным переписи 2010 года население Арлингтона составляло 11 517 человек (из них 51,0 % мужчин и 49,0 % женщин), в городе было 3582 домашних хозяйств и 3128 семей. На территории города была расположена 3739 построек со средней плотностью 70,7 построек на один квадратный километр суши. Расовый состав: белые — 81,2 %, афроамериканцы — 13,8 %, азиаты — 0,2 %.
Население города по возрастному диапазону по данным переписи 2010 года распределилось следующим образом: 35,3 % — жители младше 18 лет, 3,0 % — между 18 и 21 годами, 57,5 % — от 21 до 65 лет и 4,2 % — в возрасте 65 лет и старше. Средний возраст населения — 32,2 года. На каждые 100 женщин в Арлингтоне приходилось 96,0 мужчин, при этом на 100 совершеннолетних женщин приходилось уже 91,4 мужчин сопоставимого возраста.
Из 3582 домашних хозяйств 87,3 % представляли собой семьи: 72,6 % совместно проживающих супружеских пар (48,3 % с детьми младше 18 лет); 11,3 % — женщины, проживающие без мужей и 3,4 % — мужчины, проживающие без жён. 12,7 % не имели семьи. В среднем домашнее хозяйство ведут 3,20 человека, а средний размер семьи — 3,45 человека. В одиночестве проживали 10,3 % населения, 1,8 % составляли одинокие пожилые люди (старше 65 лет).

## Экономика
В 2014 году из 7917 человек старше 16 лет имели работу 5745. При этом мужчины имели медианный доход в 66 729 долларов США в год против 46 540 долларов среднегодового дохода у женщин. В 2014 году медианный доход на семью оценивался в 101 028 $, на домашнее хозяйство — в 97 500 $. Доход на душу населения — 30 407 $ в год.